# Antroposofisk medicin

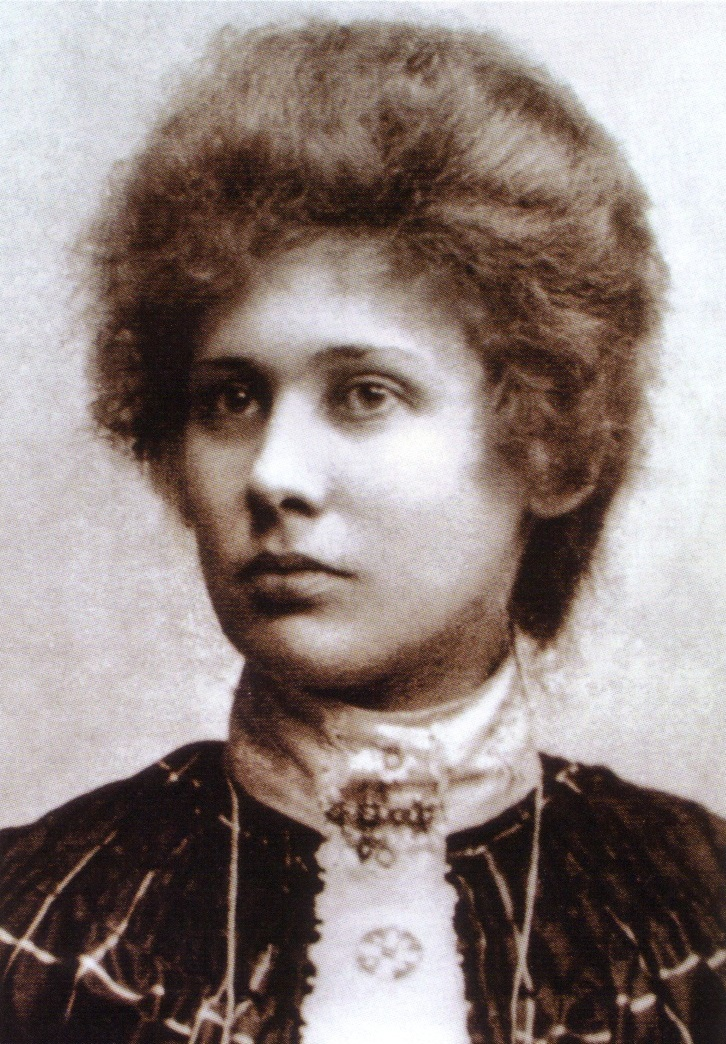
Grundaren av den antroposofiska medicinen, Ita Wegman 1899 i Berlin

Den antroposofiska medicinen är en komplementär vårdinriktning som säger sig se på en individuell helhetssyn på patienten som människa. Den antroposofiska medicinen grundades i början av 1920-talet av läkaren Ita Wegman samt andra läkare i samarbete med antroposofins grundare Rudolf Steiner. Antroposofisk medicin saknar evidens och är pseudovetenskap.

## Komplementärmedicin
Kännetecknade för den antroposofiska medicinen är att man kombinerar skolmedicinska behandlingar med bland annat konstnärliga terapier, samtal och naturliga preparat. Den antroposofiska medicinen säger sig betona det individuella hos patienten och betydelsen av att stödja patientens egen förmåga till läkning och bättre hälsa (självreguleringsförmåga) trots avsaknad av medicinsk evidens för detta.
Homeopatiska preparat används inom den antroposofiska medicinen trots avsaknad av medicinsk evidens. 
Antroposofisk orienterad medicin är en vårdinriktning som ingår i flera länders offentliga sjukvård, bland annat i Tyskland, Schweiz, Österrike, Holland, Italien, Brasilien och USA. I Europa finns cirka 15 000 legitimerade läkare med antroposofisk vidareutbildning. I Sverige företräddes den antroposofiska vårdinriktningen främst av Vidarkliniken i Ytterjärna som avvecklades 2019.
Antroposofiska behandlingsmetoder är kända bland annat på grund av användningen av mistelpreparat utan påvisad evidens, exempelvis Iscador, vid kompletterande rehabilitering för cancerpatienter.
Efter att tidigare ha gett tidsbegränsade försäljningstillstånd för Iscador och flera andra preparat inom den antroposofiska medicinen beslöt läkemedelsverket i december 2013 att ge tillstånd för användning av Iscador i individualiserad palliativ cancervård som adjuvans till gängse terapi.
Vissa antroposofiska läkemedel har tidigare omfattats av dispens, men efter ett beslut av regeringen ska dessa läkemedel kunna bevisa effektivitet och säkerhet motsvarande andra läkemedel som inte är omfattade av denna dispens enligt Läkemedelslagen.
Antroposofiska läkemedel har kritiserats starkt av bland annat, Kungliga Vetenskapsakademien, Svenska Läkaresällskapet, Karolinska institutet och Läkarförbundet.

## Vaccinationer mot barnsjukdomar
Antroposofisk medicin är också känd för sin skepsis kring generella vaccinationer mot barnsjukdomar som mässling, påssjuka och röda hund. Enligt antroposofisk medicin är sjukdomar naturliga kriser i barns utveckling med möjlighet att påverka dem positivt på kort och lång sikt.
Enligt Smittskyddsinstitutet saknas det stöd i den vetenskapliga litteraturen för uppfattningen att barn som genomgår de nämnda barnsjukdomarna stärks fysiskt och psykiskt av att genomgå dem och att inte vaccinera barn i enlighet med rekommenderade vaccinationsprogram har därför beskrivits som oansvarigt.

## Epidemier i Järna
År 2012 bröt den största epidemin i röda hund i Sverige på 23 år ut i Järna utanför Södertälje. Detta kopplas ihop med antroposofernas kulturcentrum i Järna. Denna koppling görs eftersom det bland antroposofiskt inspirerade föräldrar finns en utbredd skepsis till generell vaccinering, särskilt för mycket små barn.
Vidarklinikens uttalade policy är att följa Smittskyddsinstitutets rekommendationer om att ge information om, samt erbjuda vaccination. Antroposofiska läkare har alltid ifrågasatt en generell vaccinering av alla barn och informerar föräldrar om vad de anser är fördelar och nackdelar för att sedan låta dem ta sitt eget beslut.
De som löper störst risk att få allvarliga komplikationer av röda hund är gravida kvinnor vars foster kan få allvarliga skador.
Även mässlingen är betydligt vanligare i trakten av Järna än i resten av Sverige. Den senaste mässlingepidemin i Sverige ägde rum där på 1990-talet, och även 2012 uppträdde ett antal mässlingfall där, något som kopplas till det antroposofiska motståndet mot vaccinering.
År 1977 insjuknade en tvååring i Järna i polio. Det visade sig vid detta utbrott att totalt 27 personer var smittbärare, men de övriga uppvisade inga symptom.